# Ihre Zeitung
Ihre Zeitung. Ваша газета (Ihre Zeitung.  Wascha gaseta) ist eine russische Wochenzeitung in Asowo in Sibirien. Sie wurde 1992 gegründet und enthielt zeitweise auch  deutschsprachige Beiträge.

## Geschichte
1992 wurde Ihre Zeitung in Asowo gegründet, kurz nach der Bildung des Deutschen Nationalrayons Asowo. Sie wollte Sprachrohr der über 50.000 Russlanddeutschen sein, die hierher kamen und hier lebten.
Sie erschien zweisprachig, da viele Bewohner mit russlanddeutscher Herkunft nur noch wenig oder gar kein Deutsch mehr  verstanden. Ihre Zeitung  berichtete vor allem über Themen und Ereignisse aus der Region. Sie wird von der Gebietsverwaltung herausgegeben, weswegen sie keine Kritik an staatlichen  an Behörden äußert.
Der russlanddeutsche Journalist Arthur Jordan war Chefredakteur von 1996 bis 2006. Sein Nachfolger war ein Russe, der kein Deutsch konnte. Seit dieser Zeit sind  die meisten Artikel in russischer Sprache.
2024 waren keine deutschsprachigen Artikel mehr feststellbar.